# Эскелы
Эскелы (асицзе, эсегелы, ишкили, аскел, езгиль, аскиз) — булгарские племена, упоминающиеся как десятистрельные тюрки в составе союза племён нушиби Западно-тюркского каганата.
Центральным городом племени в период Волжской Булгарии был г. Ошель (богдашкинское городище) — остатки городища находятся в Тетюшском районе, Республики Татарстан. Само название города Аскел (Старший дом) как и у хазарского города Саркел (Белая вежа).
Г. Тагиржанов считал, что и казанские татары, и татары-мишари происходят из Волжской Булгарии. Он также специально связывал мишарских татар с Эскели.

## Западные эскелы
Эскелы упомянуты в посольском отчете Ахмеда ибн Фадлана, посетившего земли вдоль Волги в 921—922 годах.
В 982 году в персидской «Географии» ишкили упоминались как одно из трёх постоянно враждующих между собой булгарских племён.
Гардизи в «Зайн ал-ахбар» (середина XI века) писал о владениях эскелей.
Константин VII Багрянородный «тюрков-мадьяр» называл савартойаскалой, что значит саварт и эскел.
По мнению Калгрена, эскели вошли в состав венгров (мадьяр) и их потомки — этнографическая группа секей (письм. секель).

## Хан Искал
Имя половецкого хана Искал (вариант — Сакал) по мнению Зуева — персонифицированная форма этнонима эскел. Об Искале написано в «Лаврентьевской летописи»: «В лето 6569 (1061 год) приидоша Половци пьрвое на Русьскую землю воевати. Всеволод же изиде противу им месяца февраля в 2 день. И бившимся им, победиша Всеволода и, воевавше, отъидоша… Бысть же князь их Искал».

## Восточные эскелы
Аскилы (ишкили) обнаруживаются и на востоке Центральной Азии — во Внутренней Монголии. У Рашид ад-Дина в «Джами» ат-таварих" («Сборник летописей») перечислены десять уйгурских племён во главе с ишкил. По мнению Дж. Р.Гамильтона название каганского племени Второго уйгурского каганата на Орхоне-Селенге — йаглакар — тождественно племени ишкил.